# Sarasaeschna
Sarasaeschna is een geslacht van libellen (Odonata) uit de familie van de glazenmakers (Aeshnidae).

## Soorten
Sarasaeschna omvat 15 soorten:
- Sarasaeschna decorata (Lieftinck, 1968)
- Sarasaeschna khasiana (Lieftinck, 1968)
- Sarasaeschna kunigamiensis (Ishida, 1972)
- Sarasaeschna lieni (Yeh & Chen, 2000)
- Sarasaeschna martini (Laidlaw, 1921)
- Sarasaeschna minuta (Asahina, 1986)
- Sarasaeschna niisatoi (Karube, 1998)
- Sarasaeschna pramoti (Yeh, 2000)
- Sarasaeschna pryeri (Martin, 1909)
- Sarasaeschna pyanan (Asahina, 1951)
- Sarasaeschna sabre (Wilson & Reels, 2001)
- Sarasaeschna speciosa (Karube, 1998)
- Sarasaeschna tsaopiensis (Yeh & Chen, 2000)
- Sarasaeschna zhuae Xu, 2008
- Sarasaeschna chiangchinlii Chen & Yeh, 2014